# Stéphanie Morissette
Pour les articles homonymes, voir Morissette.
Stéphanie Morissette (née le 29 avril 1977 au Québec) est une artiste québécoise.

## Éducation
Entourée par une famille influencée par les beaux-arts, Stéphanie y a développé son sens artistique en participant à des activités créatives. Cela a influencé son choix d'étude. 
Elle a obtenu son DEC en création en 1996 au Cégep Marie-Victorin à Montréal. Elle a poursuivi ses études pour obtenir son baccalauréat en histoire de l'art et en création à l'Université Concordia à Montréal.
La philosophie étant un aspect important de ses travaux, Stéphanie a étudié à l'Université Paris VIII où elle a obtenu un DESS en coopération artistique internationale pour son travail Is there self-censorship in new media art in Quebec and France contemporary art milieu (Y a-t-il de l'autocensure dans l'art des nouveaux médias au Québec et en France?).

## Expositions
Ses expositions publiques, tant en solo qu'en groupe, ont été vues au Canada, en France, en Islande, en Angleterre, en Belgique, en Pologne et en Finlande.  En 2004, son œuvre Fashion a été exposée à la Słodownia Stary Browar à Poznań en Pologne et a fait partie d'une exposition organisée par l'artiste finlandais Tero Kontinen à la Galerie Huuto à Helsinki le 24 décembre. En mars 2004, les séries Actualities/Current Events ont été exposées à la Galerie Sylviane Poirier à Montréal. En 2001, son œuvre Attitudes a été exposée à la Galerie Les Modernes de Montréal.
Les œuvres de Stéphanie ont été grandement influencées par les injustices sociales et l'abus de pouvoir politique. En 2000, une exposition publique d'Intervention a été montrée sur la rue Sainte-Catherine Ouest, dans les vitrines des boutiques Simons and Gap, deux marchands de vêtements à Montréal. 
L'exposition Il faut que je te fasse un dessin avec l'artiste finlandaise Pirjetta Brander mettant en lien l'animation et le dessin, s'est tenue du 27 avril au 11 juin 2006 à la Galerie d'Art de Matane.
Le Conseil des arts et des lettres du Québec a, en 2004, récompensé Stéphanie comme Artiste invitée au Studio Tapiola en Finlande.
En 2002, Stéphanie a été accueillie en résidence d'artiste par le Straumur Art Commune ;a Hafnarfjordur en Islande où elle a créé les séries d'Islande, une série d'œuvres politiquement influencées par ses perceptions sur les abus de pouvoir actuels en Islande.
Elle a participé, en octobre 2006, à la nouvelle Galerie Good Friday avec sa part de l'exposition the end, donnant son point de vue sur « la médiatisation et la spectacularisation de la mort », avec l'artiste belge Thomas Israël, Thierry Boutonnier, Louise Bossut et Laurent Jourquin.
Au même moment, son dessin Jeu de mémoire était présenté au Fairfield's Art Centre à Basingstoke en Angleterre pour l'exposition The Art of Words du 30 septembre au 25 octobre 2006.
Stéphanie Morissette participa à la résidence d'artiste New Works au Banff Centre avec 25 autres artistes du 7 janvier au 22 février 2007.
Son exposition solo Histoires présentée au Centre National d'Exposition de Jonquière du 1er septembre au 11 novembre 2007, propose une série de dessins et d'animations vidéos qui représentent des fragments de l'histoire générale du monde sous différents points de vue.
Son animation vidéo Fashion fut sélectionnée pour la 10e Biennale internationale d'Istanbul pour la section Nightcomers. Cette 10e biennale se tient du 7 septembre au 4 novembre 2007.
En 2017, elle a remporté le prix du Conseil des arts et des lettres du Québec (CALQ), qui récompense l'œuvre de l'année en Estrie, pour son exposition L'inquiète forêt, lancée en 2015.